# Fibonoriál
Fibonoriál, neboli Fibonacciho faktoriál, n!F, kde n je nezáporné celé číslo, je číslo, které definujeme jako součin prvních n Fibonacciho čísel.

## Definice
Přesná definice může vypadat takto: 
{\displaystyle n!_{F}=\prod _{k=1}^{n}F_{k}}
kde Fk je k-té Fibonacciho číslo. Alternativní definice:
{\displaystyle n!_{F}=F_{n}\cdot F_{n-1}\cdot \ldots \cdot F_{1}}
přičemž dále platí, že 0!F = 1. Několik prvních fibonoriálů: 1, 1, 2, 6, 30, 240, 3120, 65520, 2227680, 122522400, 10904493600, 4788877677600.